# Paradoxostoma fuscumaculosum
Paradoxostoma fuscumaculosum is een mosselkreeftjessoort uit de familie van de Paradoxostomatidae. De wetenschappelijke naam van de soort is voor het eerst geldig gepubliceerd in 1981 door Hartmann.